# Хурум, Йёрн
Йёрн Харалль Хурум (норв. Jørn Harald Hurum; р. 4 ноября 1967 года) — норвежский палеонтолог и популяризатор науки. Он специализируется на палеонтологии позвоночных и работает в музее естествознания университета Осло. Он изучает динозавров, примитивных млекопитающих и плезиозавров.
Окончил университет Осло (1987).

## СМИ
Хурум известен как популяризатор науки с большой известностью в СМИ. Является автором книги «Menneskets utvikling» (эволюция человека), телеведущим рубрики «Jørns hjørne» (уголок Йёрна) в норвежской научно-популярной программе «Ньютон» и радиопрограммы «Hurum og Ødegaard» (Хюрум и Эдегорь) совместно с астрофизиком Knut Jørgen Røed Ødegaard. Хурум с Hans Arne Nakrem и Geir Søli разделил престижную премию за популяризацию науки, выданную в 2001 году университетом Осло.

## Научные открытия
Хурум произвёл работу по изучению тероподов и плезиозавров со Шпицбергена. В 2006 году его команда обнаружила огромного короткошеего плезиозавра, крупнейшего из когда-либо существовавших хищников (см. Predator X).
19 мая 2009 года он сообщил о проделанной работе и анонсировал научное описание на 95 % целого скелета возрастом 47 миллионов лет примитивного примата, Darwinius masillae, который 25 лет был в частной коллекции ископаемых находок коллекционера-любителя. Хурум назвал образец «Ида» по имени своей дочери.